# Schloss Kirchberg (Immenstaad am Bodensee)

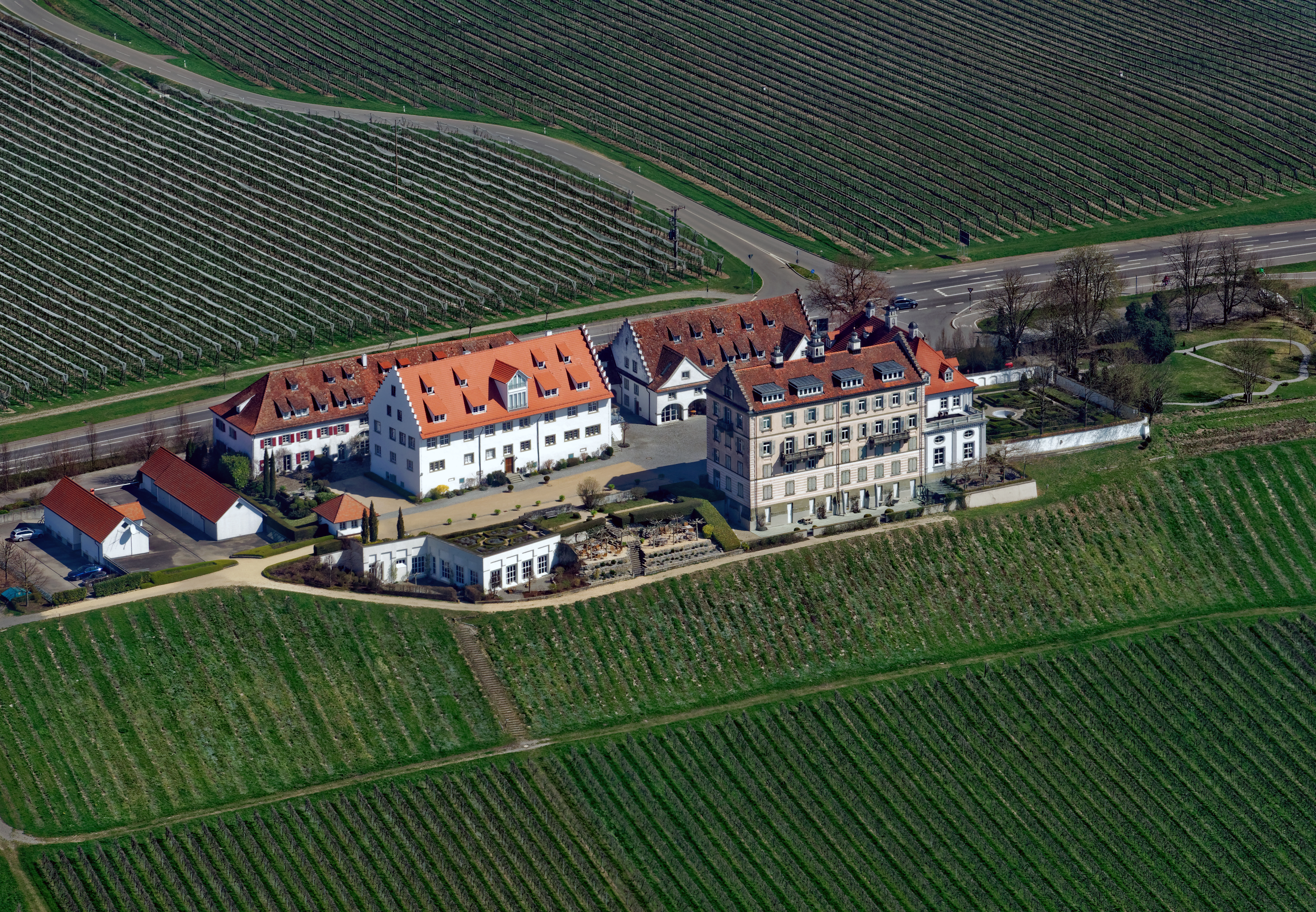
Schloss Kirchberg am Bodensee aus dem Zeppelin NT fotografiert

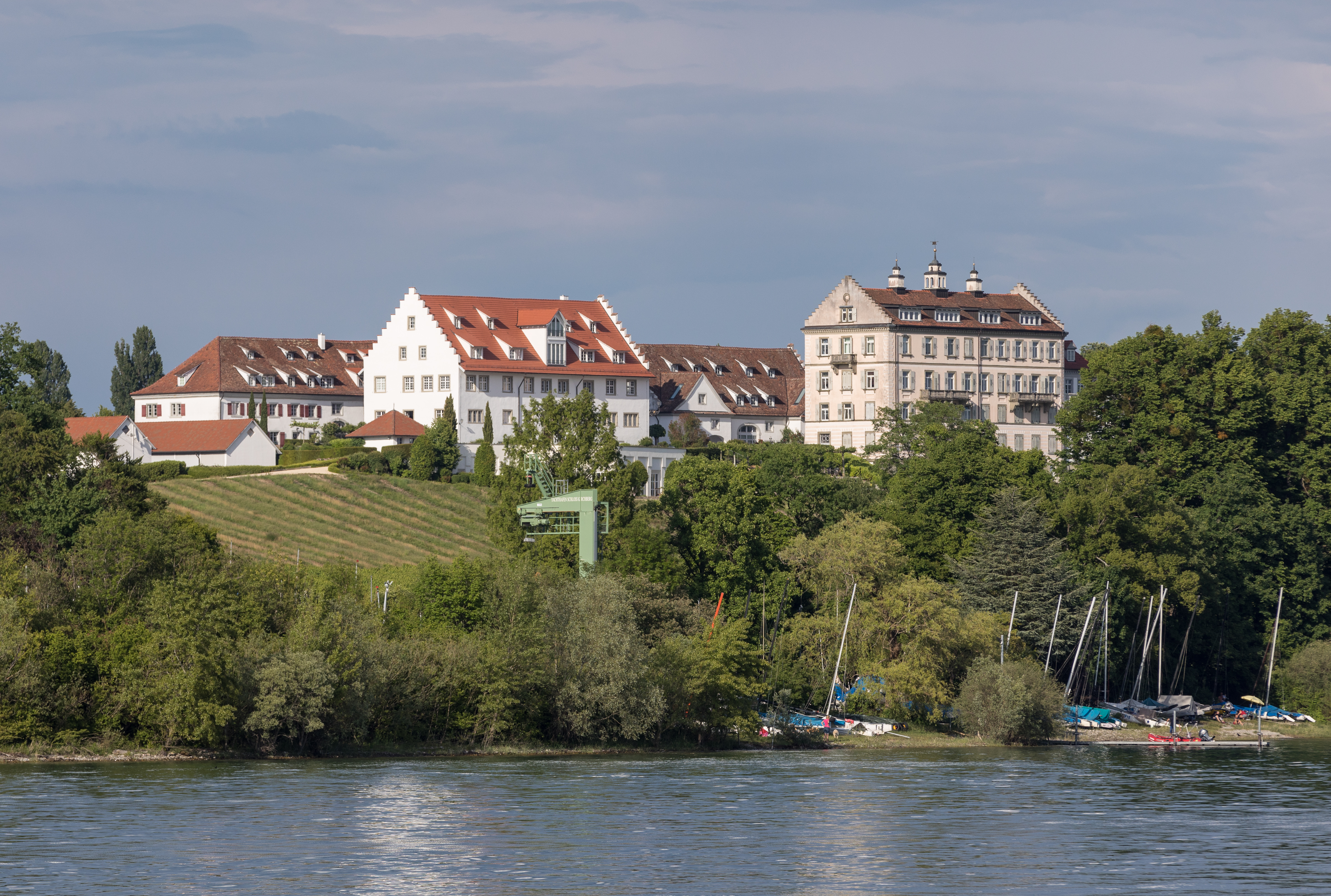
Seeseite von Schloss Kirchberg

Schloss Kirchberg ist eine Schlossanlage auf dem Gemeindegebiet von Immenstaad am Bodensee. Das Anwesen diente den größten Teil seiner Geschichte dem Kloster Salem als Gutshof und dessen Äbten als Nebenwohnsitz.

## Geschichte

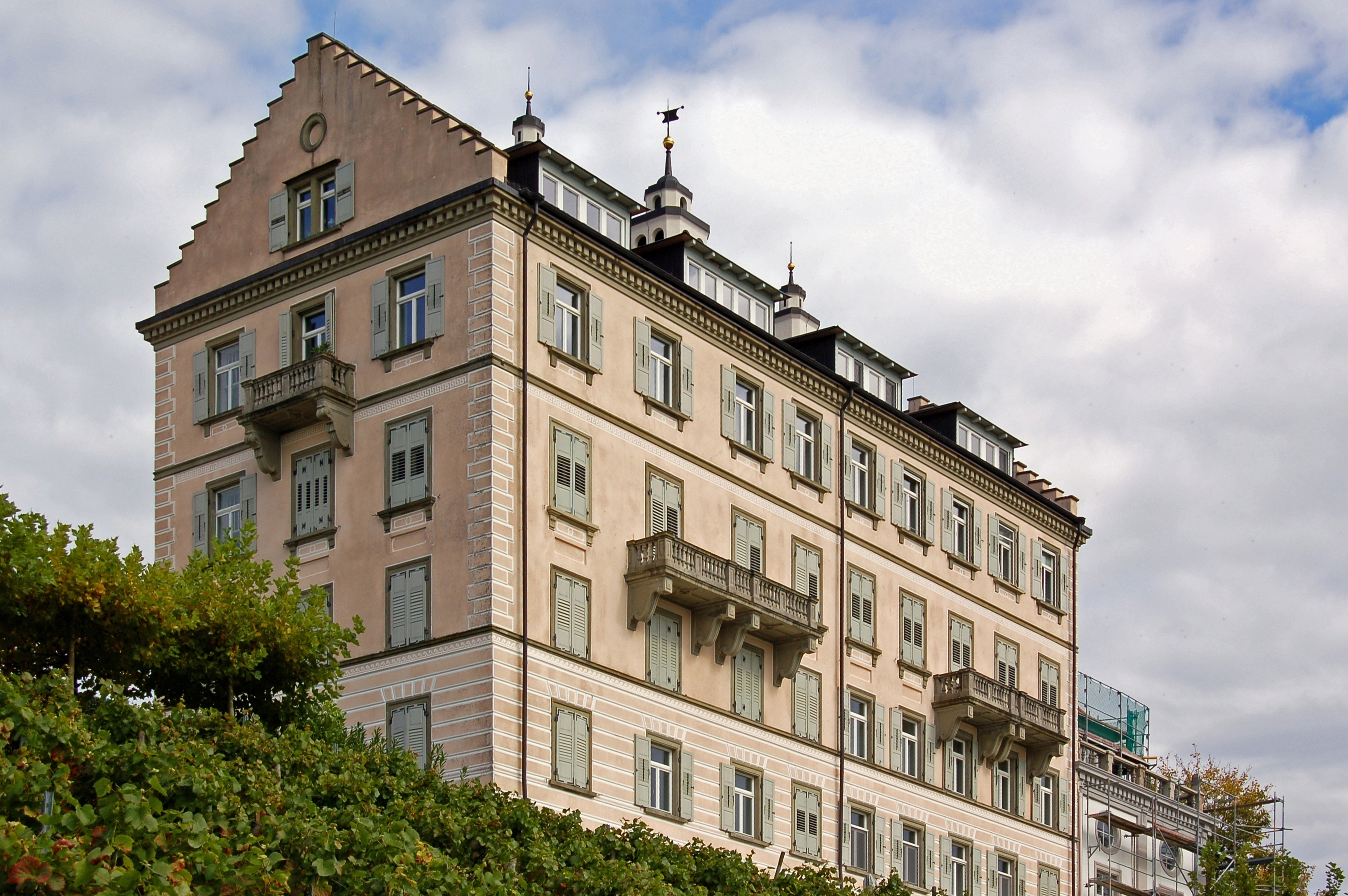
Schloss Kirchberg

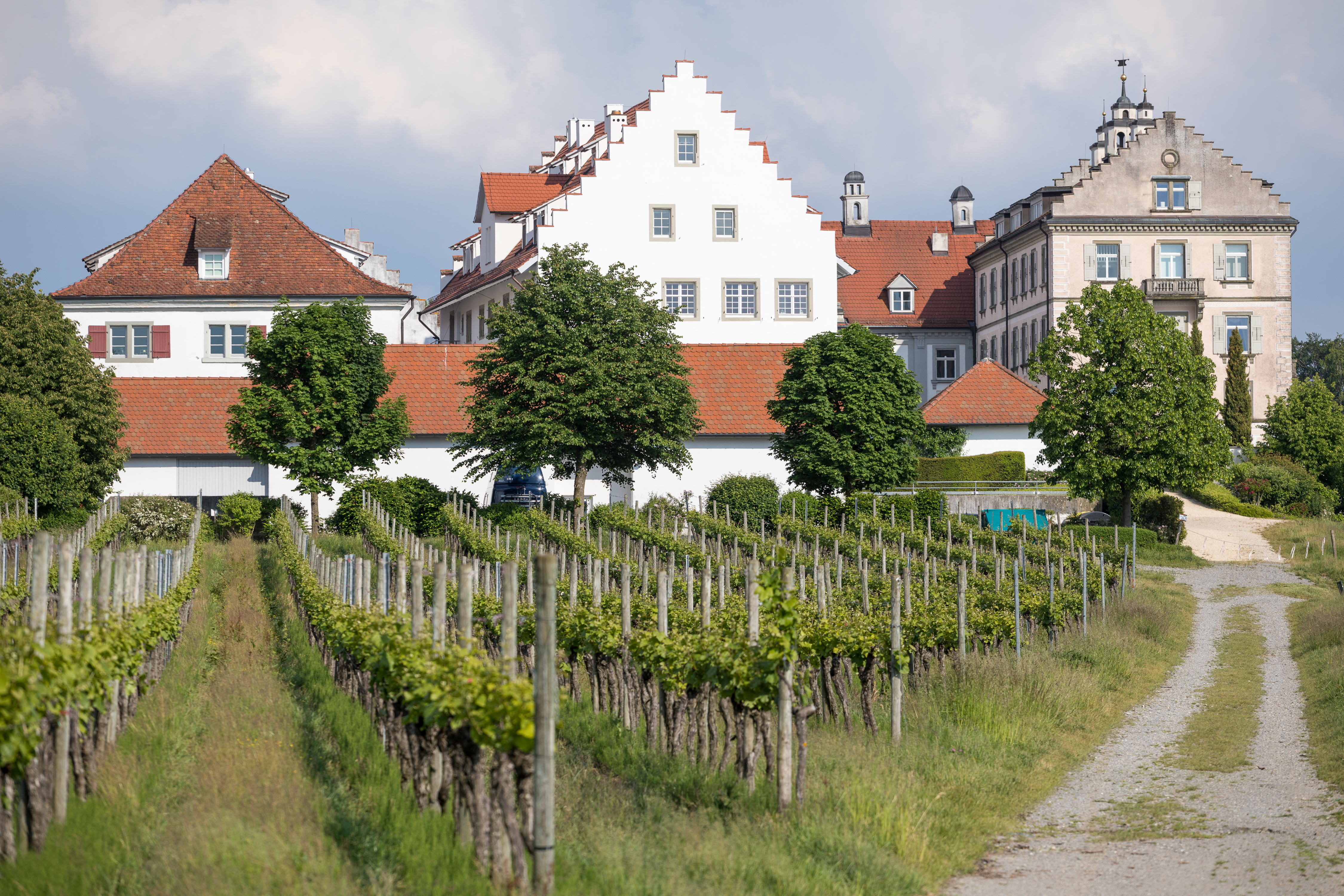
Schloss Kirchberg - Teilansicht von Westen

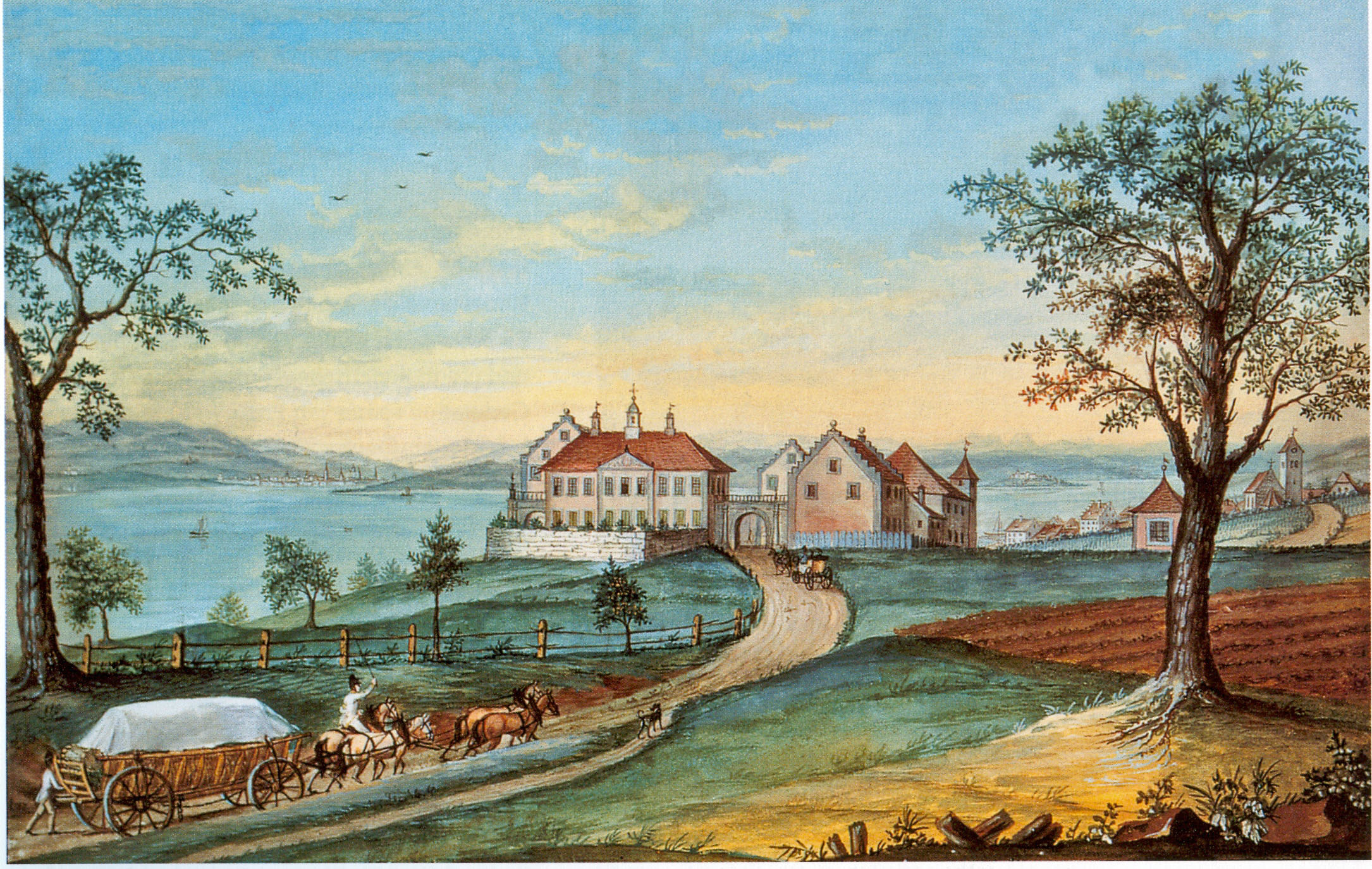
Ansicht von Schloss Kirchberg aus dem Jahr 1814

An Stelle des heutigen Gebäudekomplexes befand sich im Mittelalter vermutlich ein befestigtes Gehöft der Grafen Otto und Hartmann von Kirchberg mit einer namensgebenden Kapelle. Im Jahr 1288 kam das Anwesen mit umliegenden Feldern über das Kloster Kempten, das nur kurz Eigner des Anwesens war, in den Besitz des Zisterzienserklosters Salem, welches das Gut von Laienbrüdern bewirtschaften ließ. Haupterzeugnis war Wein, der auch heute noch auf den umliegenden Nutzflächen angebaut wird.
Die Schlossanlage verblieb bis zur Säkularisation 1802 beim Kloster Salem, dessen Äbte es als Nebenwohnsitz nutzten und verschiedene bauliche Veränderungen vornahmen. Das Schloss ging wie auch Salem in den Besitz des Markgrafen von Baden über. Dieser nutzte den Besitz weiterhin zum Weinbau.
Während des Zweiten Weltkriegs waren in den Gebäuden zeitweise Abteilungen des Flugzeugbauers Dornier untergebracht. Nach Kriegsende waren etwa 50 deutsche und 40 italienische Diplomaten von den französischen Besatzungstruppen im Schloss Kirchberg interniert, die der  Beteiligung an Kriegsverbrechen verdächtig waren, wie Konstantin von Neurath, Reichsaußenminister von 1932 bis 1938. Später richtete die Schule Schloss Salem in Kirchberg eine Zweigstelle ein. Danach kehrte Dornier nochmals zurück. 1995 verkaufte das Haus Baden Schloss Kirchberg. Nach einer umfassenden Sanierung um das Jahr 2000 befinden sich in den Gebäuden heute Eigentumswohnungen.

## Anlage
Das Schloss ist allein aufgrund seiner Lage inmitten der Weinberge, 25 Meter über dem Bodensee und mit Blick über denselben, sehenswert. Der Gebäudekomplex besteht aus verschiedenen Gebäuden, die in unterschiedlichen Bauphasen entstanden sind.

### Kapelle
Die Kapelle stellt die Keimzelle des Anwesens dar, existiert jedoch in ihrer frühmittelalterlichen Form nicht mehr, da sie nach den jeweilig neuen Ansprüchen neugebaut wurde. 1501 musste die bestehende mittelalterliche Kapelle einem Neubau mit drei Altären weichen, welcher 1739 bis 1742 von Joseph Anton Feuchtmayer im barocken Stil umgestaltet wurde. Das alte Kirchengebäude wurde zu Gunsten eines Hauskapellenbaus im 19. Jahrhundert abgerissen.

### Altes Schloss/Südflügel
1546 bis 1549 erfolgte der Neubau eines schlossähnlichen dreistöckigen Gebäudes, des sogenannten Alte Schlosses, in dessen Bau eventuell ein bestehender mittelalterlicher Wohnturm eingearbeitet wurde.
Fassade und Innenraum wurden im Lauf der Geschichte mehrfach verändert, zuletzt 1880 und 1890 zum Zweck einer Angleichung an den Ostflügel.

### Ostflügel
Der Ostflügel stellt den jüngsten Teil der Schlossbauten dar und wurde 1755 bis 1775 durch den Salemer Architekten Johann Joachim Scholl errichtet. An der Ausstattung beteiligt war auch Johann Georg Dirr, der unter anderem die prächtige Abtswohnung stuckierte. Diese Arbeit ging jedoch bei der Umgestaltung verloren.
Auch hier fand eine Umgestaltung von Außen- und Innenraum im 19. Jahrhundert statt.

### Hofmeistergebäude
Das Hofmeistergebäude stammt ursprünglich aus dem Jahr 1604, wurde aber in der ersten Hälfte des 18. Jahrhunderts umgebaut. Es diente Wirtschaftsbeamten des Klosters als Wohnstätte.

### Wirtschaftsgebäude
Die schlichten Wirtschaftsgebäude umfassten auch einen Torkel, für die Weinerzeugung unverzichtbar. Die Errichtung fand in etwa zeitgleich zur Barockisierung der Kapelle statt.